# Heterochelus junodi
Heterochelus junodi är en skalbaggsart som beskrevs av Kulzer 1960. Heterochelus junodi ingår i släktet Heterochelus och familjen Melolonthidae. Utöver nominatformen finns också underarten H. j. nigropygidialis.